# French Open 2013/Herrendoppel-Rollstuhl
Das Herrendoppel (Rollstuhl) der French Open 2013 war ein Rollstuhltenniswettbewerb in Paris und fand vom 5. bis zum 7. Juni statt.
Titelverteidiger waren Shingo Kunieda und Frédéric Cattaneo, der aber in diesem Jahr nicht antrat.

## Setzliste
| Nr. | Paarung                        | Erreichte Runde |
| --- | ------------------------------ | --------------- |
| 01. | Stéphane Houdet Shingo Kunieda | Sieg            |
| 02. | Gordon Reid Ronald Vink        | Finale          |

## Ergebnisse
Zeichenerklärung
- Q = Qualifikant
- WC = Wildcard
- LL = Lucky Loser
- ITF = qualifiziert über ITF-Ranking
- ALT = alternate (Ersatz)
- PR = Protected Ranking
- SE = Special Exempt
- r = retired (Aufgabe)
- d = Disqualifikation
- w.o. = walkover
- [ ] = Match-Tie-Break

|  | Halbfinale | Halbfinale                         | Halbfinale | Halbfinale | Halbfinale |  |  | Finale | Finale                         | Finale | Finale | Finale |
|  |            |                                    |            |            |            |  |  |        |                                |        |        |        |
|  |            |                                    |            |            |            |  |  |        |                                |        |        |        |
|  | 1          | Stéphane Houdet Shingo Kunieda     | 6          | 5          | [10]       |  |  |        |                                |        |        |        |
|  |            | Michaël Jeremiasz Maikel Scheffers | 4          | 7          | [8]        |  |  |        |                                |        |        |        |
|  |            |                                    |            |            |            |  |  | 1      | Stéphane Houdet Shingo Kunieda | 3      | 6      | [10]   |
|  |            |                                    |            |            |            |  |  | 2      | Gordon Reid Ronald Vink        | 6      | 4      | [6]    |
|  |            | Gustavo Fernández Stefan Olsson    | 1          | 5          |            |  |  |        |                                |        |        |        |
|  | 2          | Gordon Reid Ronald Vink            | 6          | 7          |            |  |  |        |                                |        |        |        |
|  |            |                                    |            |            |            |  |  |        |                                |        |        |        |